# Wedding
Wedding är en stadsdel (tyska: Ortsteil) i Berlin i Tyskland som sedan 2001 ingår i stadsdelsområdet (Bezirk) Mitte. 1920–2001 var Wedding ett stadsdelsområde vilket 1949–1990 var en del av Västberlin. Stadsdelen har 77 398 invånare (2011). Wedding är en gammal arbetarstadsdel i Berlin och har idag en stor andel invånare med utländsk bakgrund. I Wedding finns ett av Berlins få storföretag, läkemedelskoncernen Bayer Healthcare Pharmaceuticals.

## Historia
Det som är dagens Wedding beboddes tidigt som ett av de tidiga bosättningarna längs med Spree och dess biflod Panke. Flera arkeologiska fynd har hittats i Wedding. Namnet Wedding kommer från adelsmannen Rudolf de Weddinghe som lät uppföra ett gods i området. Det kallades länge Der Wedding, och att man bodde "Auf dem Wedding", ett av få ortnamn i Tyskland med en bestämd artikel. Wedding omnämndes första gången 1251. Fram till 1800-talet bestod Wedding av åkrar och skog och låg utanför Berlin. Området blev mer bekant först under 1700-talet, men då som plats för avrättningsgalgen. 1828 hade Wedding cirka 2 000 invånare, de flesta boende längs med huvudstråket, Chaussee, dagens Müllerstrasse. Området var fattigt och andra områden ville undvika det, så vägrade Niederbarnim att gå samman med Wedding på grund av kostnaderna för fattigvården.
1818 kom en inkorporering med Berlin första gången på tal men mötte motstånd. Men en lag från 1842 föreskrev ändå att Berlin skulle stå för delar av fattigvården då man ägde landerier i Wedding. 1861 följde inkorporeringen till Berlin tillsammans med Gesundbrunnen. Det var Preussens inrikesminister som drev igenom att Wedding skulle tillhöra Berlin. Berlin hade litet intresse av att satsa pengar i Wedding och först i samband med områdets industrialisering engagerade sig Berlin i området. 1866 bodde 17 000 personer i Wedding, 1914 var det 251 000. Från 1862 kom Wedding att planeras i enlighet med Hobrechtplanen. Planen gjorde att markspekulationer tog vid. Berlins uppdelning i nord och syd var tydlig, med arbetare i norra Berlin och brister i infrastruktur och bostäder.

### Arbetarstadsdel

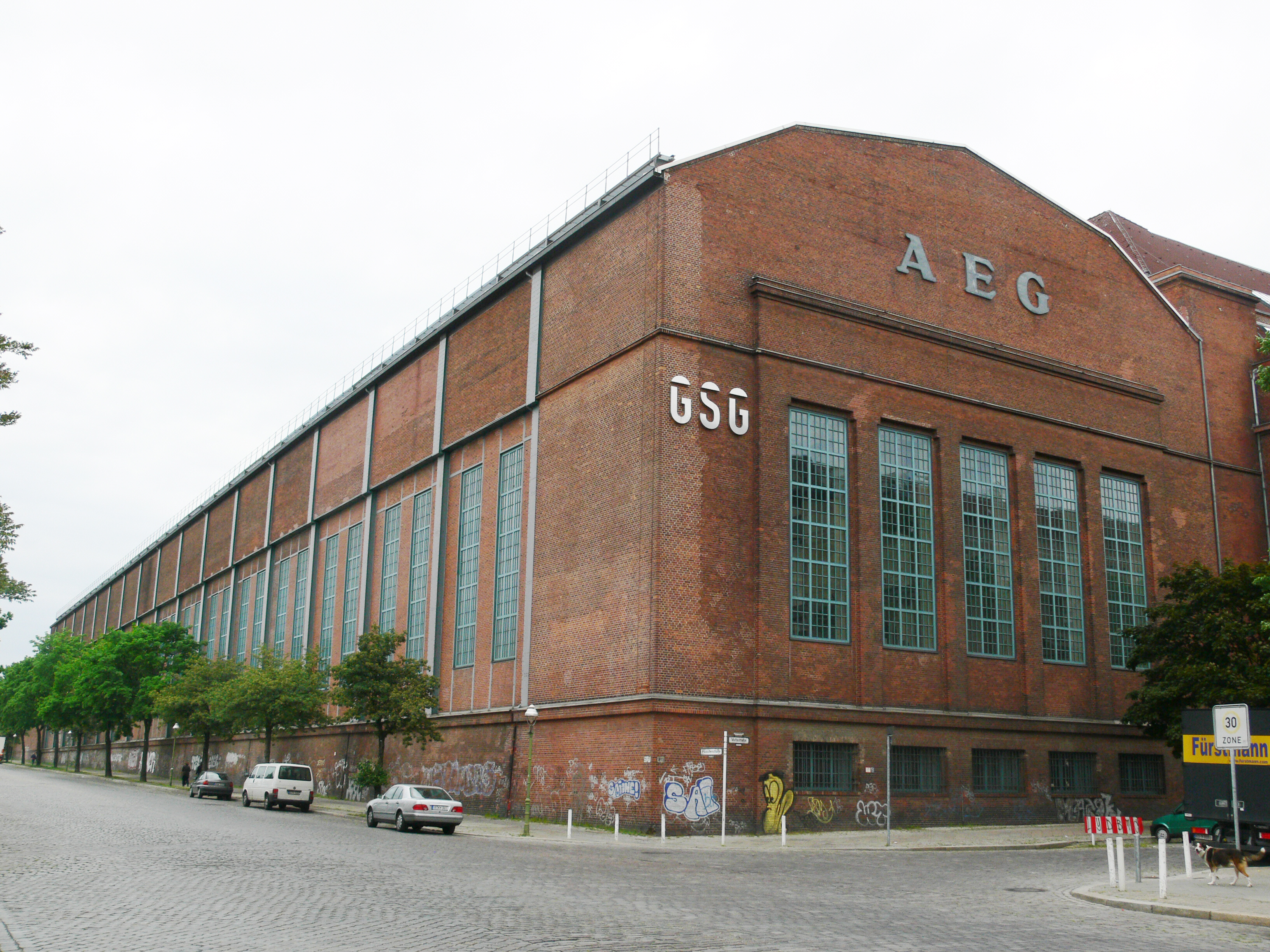
Verkstadshall för AEG i Wedding uppförd 1912.

I slutet av 1800-talet utvecklades Wedding till ett arbetarkvarter. Arbetarna bodde trångt i så kallade Mietskaserne, hyreskaserner. I Wedding finns flera gamla fabriker byggda under denna tid, som bland annat tillhört AEG.  Bland de företag som hade verksamhet kan nämnas förutom AEG Osram och Rotaprint. Arbetarbostäderna med de för Berlin typiska Mietskasernen fick en av sina mest kända exempel i Wedding genom Meyers Hof på Ackerstrasse.
Wedding och Moabit präglades kring sekelskiftet 1900 av social misär som olika kyrkliga inrättningar och föreningar försöker lösa. Det fanns många arbetslösa och hemlösa i Wedding vid denna tid. 1869 skapades så Humboldthain, en park som skulle bidra till att förbättra levnadsförhållandena. Bland de sociala inrättningar som byggdes under tiden finns Rudolf Virchow-sjukhuset (1897–1906) som än idag är verksamt. 1901 följde byggandet av Amtsgericht Wedding.

### Wedding i Stor-Berlin

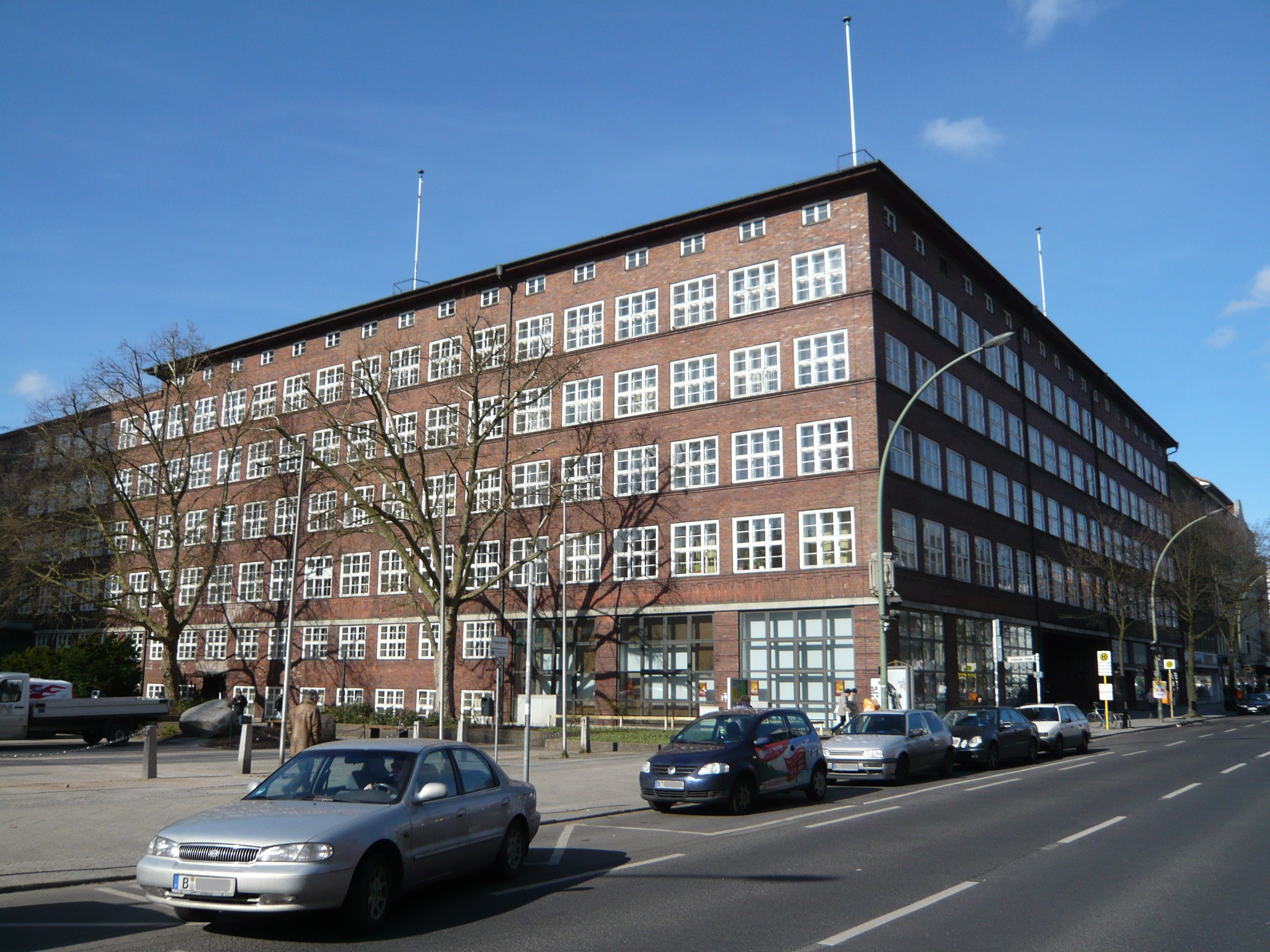
Rathaus Wedding

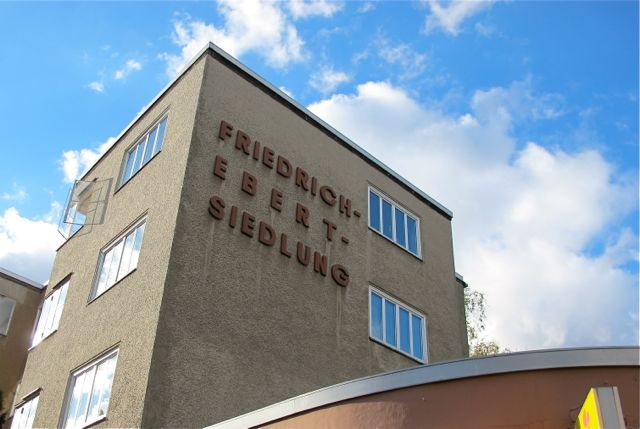
Hus med bostadsområdets namn.

I samband med bildandet av Stor-Berlin 1920 skedde en omorganisation där Wedding blev ett stadsdelsområde (Bezirk) genom att Wedding gick samman med Gesundbrunnen, Oranienburger Vorstadt och Rosenthaler Vorstadt som stadens tredjes distrikt med 337 193 invånare. Det nya området var därmed det nästa största området i Stor-Berlin, bara Kreuzberg hade fler invånare.
Under Weimarrepubliken var Wedding fortsatt en högborg för arbetarrörelser och blev känt som "Der rote Wedding" "(det röda Wedding) genom en sång av Hanns Eisler. 1 maj 1929 skedde en blodig sammanstötning mellan polis och demonstranter som blivit känd som Blutmai. Berlins socialdemokratiske polischef Karl Friedrich Zörgiebel hade dagarna före första maj lagt ett förbud mot alla demonstrationer den första maj. När arbetare trotsade förbudet och demonstrerade svarade polisen med att skjuta skarpt. 25 personer dog och 29 personer skadades.
Bland de bostadsområden som byggdes under mellankrigstiden finns till exempel Friedrich-Ebert-Siedlung (1929–1931) och Siedlung Schillerpark (1924–1930). I Wedding verksamma arkitekter var bland andra Bruno Taut (Siedlung Schillerpark och Friedrich-Ebert-Siedlung) och Mies van der Rohe (Kubussiedlung i Afrikanisches Viertel). 1909–1913 skapades Schillerpark efter planer av Friedrich Bauer. Under 1920-talet följde friluftsbad i Plötzensee (1923), lekplatser och idrottsplats vid Humboldthain (1926–1927) och Volkspark Rehberge (1926–1929). Under 1920-talet drogs även den första tunnelbanan till Wedding på sträckan Seestrasse - Neukölln, dagens linje U6. Senare följde tunnelbanan till Neukölln, med stationer i Gesundbrunnen och på Voltastrasse. 1928–1930 byggdes Weddings rådhus. Weddings rådhus eller Bezirksamt som var den formella och korrekta titeln på huset då Wedding inte var självständig stad vid dess byggande utmärker sig genom sin för tiden för uppförandet moderna fasad utan de för Berlins olika rådhus gängse utsmyckningar men framförallt att man valde att inte ha ett rådhustorn.
Wedding förstördes under andra världskrigets bombningar med en tredjedel av byggnaderna förstörda. I Wedding var Seestrasse och Badstrasse huvudkrigsskådeplatser. I Wedding sattes också tvångsarbetare in i industrierna under kriget. Wedding med dess industrier bombades, och bland annat Virchow-sjukhuset förstördes till stora delar 1943. I södra Wedding lades bombmattor som förstörde området till grunden.

### Återuppbyggnad efter kriget

Det tidigare självständiga distriktet Weddings vapen.

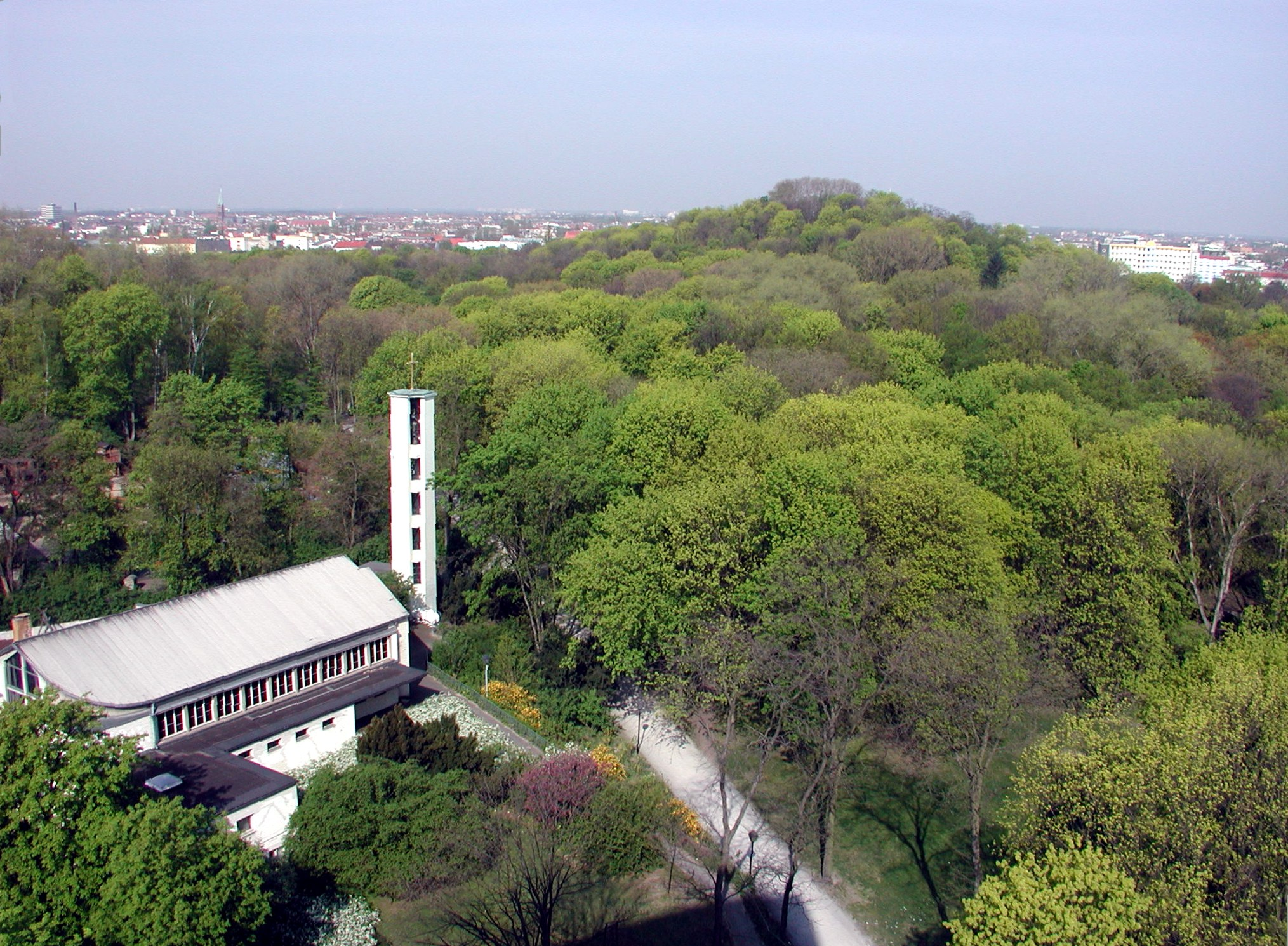
Humboldthain

Den sovjetiska militären startade upp den kommunala verksamheten genom Bezirksamt Wedding 8 maj 1945 under ledning av borgmästaren Scigalla. Skolväsendet kom igång i juni. Under de första efterkrigsmånaderna dominerades Wedding av röjningsarbeten där invånarna fick bort ruinerna från gatorna. Ruinresterna kördes till Humboldthain som fick smeknamnet Mont Klamott av Weddingborna. 1946 började återuppbyggnaden av industrin i Wedding i och med att Schering fick tillstånd att starta produktion.
Problem de första åren efter kriget var risken för epidemier, bland annat tuberkulos bredda ut sig. I Wedding upprättades även soppkök och institutioner för de flyktingar, evakuerade och återvändande krigsfångar som fanns i området.  I Wedding serverades så kallade Schwedenspeisungen och storkök inrättades under tiden av matbrist. För att minska matbristen lät man odla upp Weddings grönytor vid Oskarplatz, Schillerwiese och Volkspark Rehberge. Efter att ha odlat grönsaker dök senare även tobaksodlingar upp.
1945-1990 tillhörde Wedding tillsammans med Reinickendorf den franska sektorn i Västberlin. 27 juli 1945 blev Wedding som en följd av Potsdamkonferensen först en del av den brittiska sektorn i Berlin men detta ändrades senare då fransmännen kom att ta på sig uppgiften. Wedding bildade därmed med Reinickendorf den franska sektorn. Quartier Napoleon var huvudkvarter för de franska styrkorna, Forces Françaises à Berlin, under deras närvaro i Berlin 1945–1994. Weddings stadsdelsvapen fastslogs 1956. Dess röda bakgrund var från början tänkt att vara blå men SPD:s lokala ledning bad att ändra färgen.

### Saneringar och industrikriser

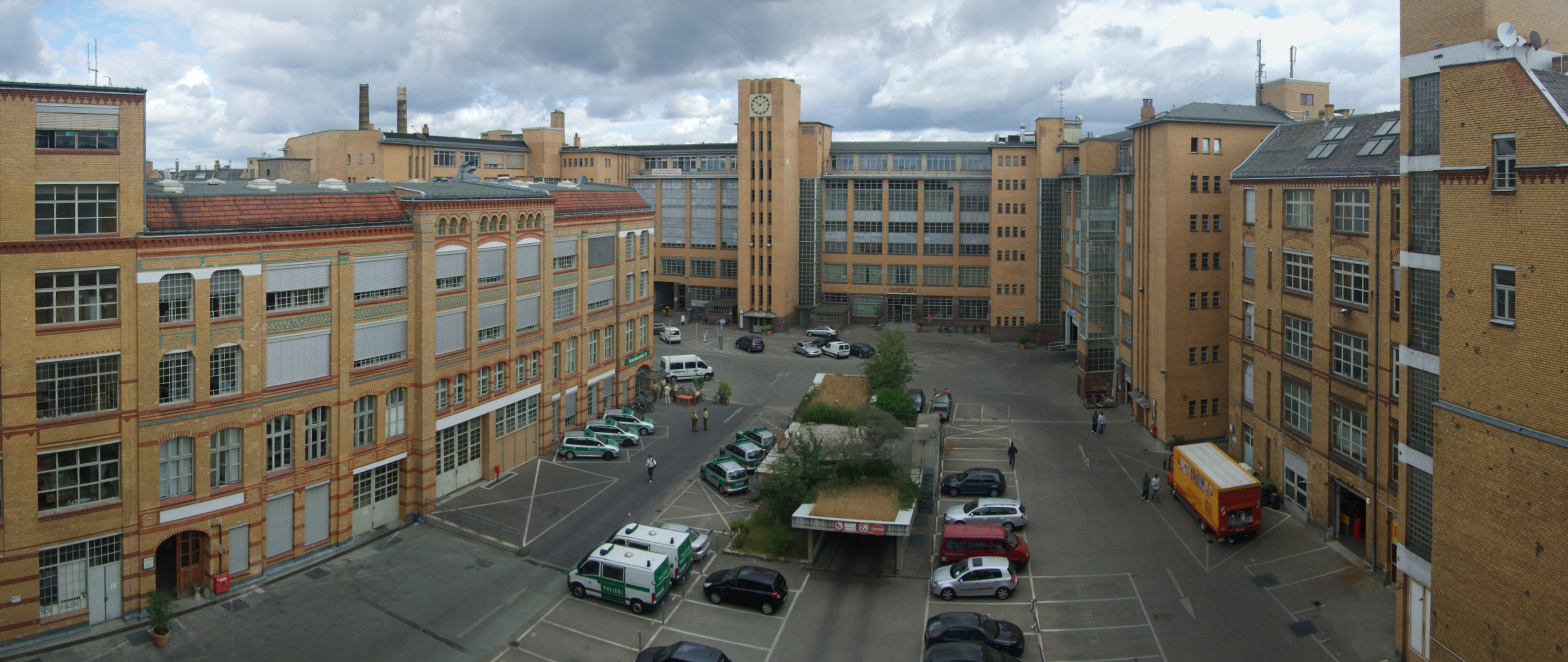
Osramhöfe där glödlampor tillverkades fram till 1988.

Wedding kom under 1960-talet att precis som Neukölln genomgå stora saneringar av bostadsområden vilket innebar rivningar av 1800-talsbebyggelsen. Området vid Brunnenstrasse var från 1961 Europas största saneringsområde som Västberlins skyltfönster mot Östberlin, "Schaufenster des Westens". Många av de äldre hyreshuskasernerna från 1800-talet revs och ersattes med modernistiska hus under 1960- och 1970-talen. Bland annat Meyers Hofs sista bestående del revs. Präglades 1960-talets saneringar av stora rivningsprojekt ändrades detta under 1970-talet då man istället behöll äldre bebyggelse samtidigt som nya hus byggdes. Josef Paul Kleihues kom att prägla denna arkitekturvision, bland annat genom områden omkring Vinetaplatz.
Fortfarande i början av 1970-talet hade AEG-Telefunken en ledande ställning som Tysklands näst största elektronikföretag med anläggningen på Brunnenstrasse i Wedding som en av Europas ledande fabriker. I Wedding hade även Osram sin största fabrik vid Seestrasse, dagens Osram Höfe. Där arbetade i början av 1970-talet 3000 anställda. Rotaprint var ett företag som upplevde en rasant uppgång under 1950- och 1960-talet med sina tryck- och kopieringsmaskiner. Den största industrin i Wedding under 1970-talet och med fortsatt betydelse var kemi- och läkemedelsföretaget Schering som då hade 5 000 anställda i Wedding. Det väldiga industriområdet har liknats vid en stad i staden.
Från 1970-talet tappade Wedding ett stort antal arbetsplatser i industrin, bland annat genom att AEG stängde sin fabriker när man förlorade sin tidigare ledande roll. En första nedläggning följde 1978 då fabriken på Ackerstrasse (Zählerfabrik) lades ned. 1982 lade AEG-Telefunken in en insolvensansökan och som följd lades 1983-1984 samtliga AEG-fabriker ner i Wedding. Produktionen skulle istället flyttas till Västtyskland och Spanien. Arbetarna i fabrikerna hade då demonstrerat och protesterat mot nedläggningarna. De gamla fabriksområden köptes sedan av Berlin och bland annat en Nixdorf-fabrik uppfördes. Nixdorffabriken lades ned helt 1991. 1978 lades bryggeriet Groterjan ner och 1988 Osrams tillverkning i Osram-Höfe.
Wedding låg nära Berlinmuren och fick i likhet med Kreuzberg och Neukölln ta emot många invandrare. Idag tillhör Wedding de fattigaste stadsdelarna i Berlin. Samtidigt har närheten till Berlins centrum och ett intresse från konstnärer och andra som vill bo billigt lett till att områdets status ökat under senare år.

## Kända Weddingbor
Kända politiker från Wedding inkluderar den tidigare borgmästaren i Berlin Eberhard Diepgen och Erika Hess. Flera fotbollsspelare kommer från Wedding eller har verkat i stadsdelen. Världs- och europamästaren Thomas Hässler spelade för Meteor 06. Bröderna Niko Kovac och Robert Kovac är födda och uppvuxna i stadsdelen. Kevin-Prince Boateng är uppvuxen här. Inom film och teater skådespelaren Hardy Krüger och regissören Leni Riefenstahl. Stasi-chefen Erich Mielke växte upp i Wedding.

## Vänskapsorter
- Bottrop, Nordrhein-Westfalen, sedan 1980
- Higashiōsaka, Japan, sedan 1959
- Lahn-Dill-Kreis, Hessen
- Tourcoing, Frankrike
- Holon, Israel, sedan 1980

## Kommunikationer
Wedding har två tunnelbanelinjer: U6 och U9. U6 stod klar under 1920-talet i sin första sträckning och kom under 1950-talet att förlängas norrut till Tegel från Seestrasse. U9 öppnades för trafik 1961 och förlängdes sedermera norrut via Leopoldplatz där tunnelbanelinjerna korsar varandra. Det finns en station med namnet Wedding, Bahnhof Berlin-Wedding, som är station på tunnelbanelinjen U6 såväl som Berlins ringbana.